# Carlo Giuseppe Ratti
Carlo Giuseppe Ratti (Savona, 27 novembre 1737 – Genova, 27 settembre 1795) è stato un pittore e storiografo italiano. Operò soprattutto in Liguria nel corso del XVIII secolo, producendo quadri di soggetto sacro e profano che ornano chiese, oratori e palazzi.

## Biografia
Nacque a Savona nel 1737 dal pittore Giovanni Agostino Ratti e da Maria Rosalia Filipponi. Formatosi col padre, fra il 1756 e il 1759 si spostò momentaneamente a Roma, dove lavorò presso Placido Costanzi. Nella capitale divenne amico di Pompeo Batoni e in particolare di Anton Raphael Mengs. Iniziò quindi a lavorare sulla revisione e ripubblicazione dell'imponente opera storiografica seicentesca di Raffaele Soprani dedicata agli artisti genovesi, terminandone la prima stesura nel 17622. Due anni dopo diede alle stampe anche la sua prima guida artistica al capoluogo ligure.
Nel 1766 divenne accademico dell'Accademia Ligustica. L'amicizia epistolare con Mengs li portò pochi anni dopo, dal 1770, a viaggiare insieme in Italia alla volta delle più grandi opere del paese, in particolare a Parma, Firenze, e nuovamente a Roma, sino al 1774. Qui entrò nell'Accademia nazionale di San Luca. Da queste esperienze di viaggio, in particolare quelle romane e parmensi, trasse anche fama di valente copista (fra tali opere una copia del San Girolamo di Correggio, eseguita a Parma). Nel 1775 fu nominato direttore dell'Accademia Ligustica.
Lavorò a Genova a Palazzo Reale, Palazzo Rosso e Palazzo Ducale. Oltre ai numerosi lavori in Liguria, preparò pale d'altare e dipinti anche per la Basilica di Santa Maria del Mar a Barcellona (1783), la Chiesa di Loreto a Lisbona (1785) e la chiesa di San Francesco a Urbino (1777).
Fu inoltre il corrispondente dell'abate Luigi Lanzi per il volume Storia pittorica dell'Italia per quanto riguardava Genova e la Liguria.

## Opere

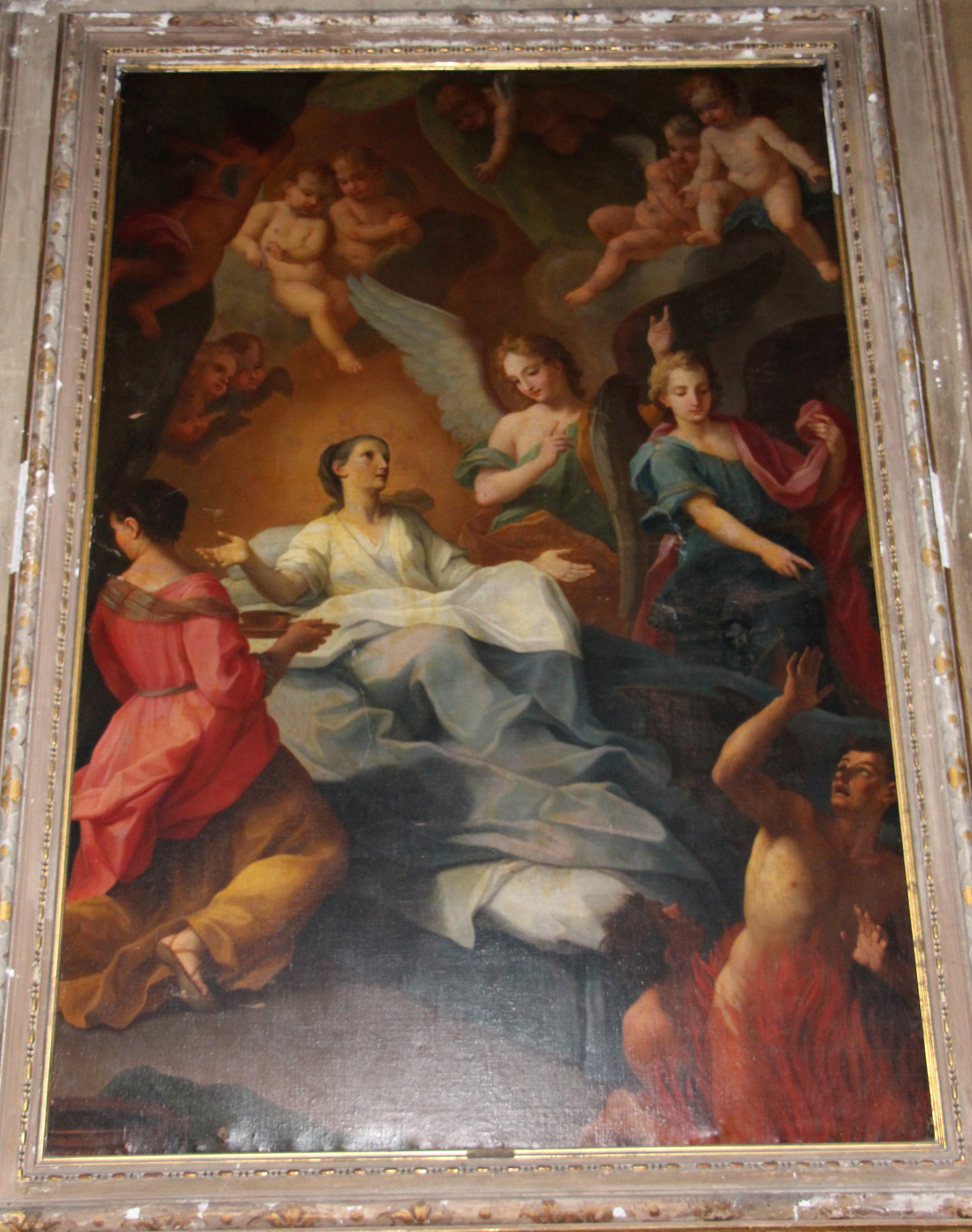
Transito di santa Caterina di Genova, Santissima Annunziata di Portoria, Genova

### Libri
- Storia de' pittori scultori et architetti liguri e de' forestieri che in Genova operarono (1762)
- L'istruzione di quanto può vedersi di bello in Genova (1766)
- Descrizione delle due Riviere (1780)
- Notizie storiche sul Correggio (1781)
- Epilogo della vita del Mengs (1779)

### Dipinti
- Nascita della Vergine, chiesa di San Giovanni Battista (Savona)
- Storie di san Pietro e santa caterina, (1782) oratorio dei Santi Pietro e Caterina (Savona)
- decorazioni della Sala Minore del Consiglio di palazzo Ducale (Genova)
- Ercole vince Caco e Ercole vince Atlante, palazzo Rosso
- Annunciazione e Trinità e santi, basilica di Santa Maria delle Vigne (Genova)
- Storie della vita di sant'Antonio, oratorio di Sant'Antonio Abate (Mele)
- Presepe, commenda di San Giovanni di Pré